# Че!
«Че!» (англ. «Che!») — драматичний біографічний фільм 1969 року режисера Річарда Флейшера. У головній ролі Омар Шариф.

## Сюжет
В кінці 1950-х років молодий аргентинський лікар Ернесто Че Гевара (Омар Шаріф) вливається в «Рух 26 липня» на Кубі і показує свою хоробрість під час одного з боїв з армією Батісти. Він отримує повагу своїх колег-барбудос і за дорученням Фіделя Кастро (Джек Пеланс) стає команданте і лідером загону в поході на Санта-Клару.
Коли після двох років боротьби Батіста тікає з країни, а Кастро починає будувати нову республіку, Гевара мріє про втілення в життя теорії світової революції. Після відступу Кастро під час карибської кризи, Гевара звинувачує його в тому, що він є інструментом радянського імперіалізму, і внаслідок цього Че вирішує покинути Кубу.
Гевара їде в Болівію, де намагається реалізувати свою мрію про революцію, але селяни через обмеженість світом кіз і своєї землі не наслідують його приклад. Після довгих поневірянь по болівійським джунглях в гірській місцевості, під час бою Че захоплюють у полон солдати армії Болівії і розстрілюють без суду і слідства. Фільм закінчується кадрами показу високопоставленими військовими тіла Че журналістам і хронікою розгону демонстрацій через його смерть.

## В ролях
| Актор           | Роль              |
| --------------- | ----------------- |
| Омар Шариф      | Ернесто Че Гевара |
| Джек Пеленс     | Фідель Кастро     |
| Чезаре Данова   | Рамон Вальдес     |
| Роберт Лоджа    | Фаустіно Моралес  |
| Вуді Строуд     | Гільєрмо          |
| БарБара Луна    | Аніта Маркес      |
| Френк Сілвера   | Готфрід           |
| Альберт Полсен  | капітан Васкес    |
| Лінда Марш      | Таня              |
| Том Трауп       | Феліпе Муньос     |
| Руді Діас       | Віллі             |
| Перрі Лопес     | Роландо           |
| Абрахам Софаєр  | Пабло Рохас       |
| Річард Ангарола | полковник Салазар |
| Саріта Вара     | Селія Санчес      |

## Саундтрек
Polydor RecordsПродюсерСай Бартлетт Офіційний саундтрек до фільму був складений і записаний аргентинським композитором Лало Шифріним:
| #   | Назва                       | Тривалість |
| --- | --------------------------- | ---------- |
| 1.  | «Ché (Orchestra Version)»   | 2:22       |
| 2.  | «La Columna»                | 2:34       |
| 3.  | «Emboscada»                 | 3:10       |
| 4.  | «La Ruta»                   | 2:42       |
| 5.  | «Charangos»                 | 2:04       |
| 6.  | «Fiesta Numero Dos»         | 3:06       |
| 7.  | «Recuerdos»                 | 2:44       |
| 8.  | «Fiesta Numro Uno»          | 2:13       |
| 9.  | «Anita»                     | 2:00       |
| 10. | «La Barraca»                | 1:56       |
| 11. | «Tiempo Pasado»             | 3:00       |
| 12. | «Ché (Solo Guitar Version)» | 3:17       |

## Критика
Відомий кінокритик Роджер Еберт зазначив, що «Голлівуд зняв фільм про Че Гевару. Чому? Напевно, тому що відчув запах легких грошей, побачивши цифри продажів плакатів з Че», і перерахував недоліки, зокрема сказавши, що фільм є «буквально байдужим. Неможливо визначити, що виробники фільму думали про Гевару. Домінуючою якістю фільму є його безвольність. Не зроблено жодної спроби проникнути всередину розуму цієї складної людини, Гевари. Нам кажуть, що він був студентом-медиком, страждав астмою, був більш жорстоким, ніж Кастро, був реальним мозком, що стоїть за операціями. Подумаєш. Кастро представлений як досить хороший хлопець, взяв м'яку лінію з росіянами під час ракетної кризи, побоюючись ядерної війни. Плая-Хірон пропущена. Корупція режиму Батісти мабуть була на іншому острові. Драматичний рівень прагне до коміксів», і помітивши, що «в кінці, перед тим як Че вб'ють, старого пастуха (Френк Сілвера) притягли в його кімнату. „Це людина, за яку ви боролися“, болівійський офіцер говорить Че. І тоді старий скаржиться, що звуки революційних пострілів злякали його кіз, і вони припинили давати молоко: „Чому ви не підете і дайте нам спокій у світі“. Ось це висновок. Нічого собі». Вінсент Кенбі з «The New York Times» зазначив, що фільм «важливий як нагадування про те, що стара голлівудська Фабрика мрій все ще має конституцію козла. Вона може споживати майже все, в тому числі складного і суперечливого кубинського революціонера родом з Аргентини, знизивши його до консистенції деформованого шпинату», причому фільм «є недвозначно про-болівійським», а оповідач «переконує нас у тому, що „ЦРУ не брало участь у цій операції“». Пол Бреннер в «AllMovie» зауважив, що цей фільм — «псевдо-біографія легендарного кубинського революціонера».
Тепер відомо, що вбивство Че Гевари було організовано і проходило з відома ЦРУ США.